# Thozalinone
Thozalinone (USAN) (tên thương hiệu là Promotion, tên mã phát triển trước đây CL-39808) là một chất kích thích tâm thần đã được sử dụng làm thuốc chống trầm cảm ở châu Âu. Nó cũng đã được thử nghiệm như một thuốc gây mê. Thozalinone được mô tả là "chất kích thích dopaminergic", và có khả năng hoạt động thông qua việc giải phóng dopamine và đến mức tối thiểu norepinephrine; tương tự như pemoline tương tự, nó dường như không có khả năng lạm dụng không giống như các chất kích thích tâm thần thông thường làm tăng catecholamine.